# Michel Malinine
Pour les articles homonymes, voir Malinine.
Michel Malinine (né à Moscou le 1er août 1900 et mort à Paris 16e le 9 avril 1977) est un égyptologue russe, naturalisé français.

## Publications
- Un prêt des céréales à l'époque de Darius Ier (papyrus démotique de Strasbourg), P. Geuthner, 1950 ;
- Choix de textes juridiques en hiératique "anormal" et en démotique, Le Caire, Imprimerie de l'Institut français d'archéologie orientale, 1974 ;

## Biographie
- François de Cenival, Georges Posener, « Michel Malinine 1900-1977 », Bulletin de l'Institut français d'archéologie orientale (BIFAO), Le Caire, no 83,‎ 1983